# Nüll (Wuppertal)
Die Ortslage Nüll liegt im Wuppertaler Stadtbezirk Uellendahl-Katernberg im Wohnquartier Beek an der Grenze zum Wohnquartier Brill, das zum Stadtbezirk Elberfeld-West gehört. Der Name geht auf eine alte Hofbezeichnung „In der Nüll“ zurück. Nüll bedeutet Hügel, das sich aus „Knoll“ und „Knüll“ entwickelte.
Benachbarte Ortslagen sind Am Schaffstal, Ottenbruch, Hülsbeck, Buschhäuschen, Am Hackland, Schörren und Am Dorp.

## Der Nüller Hof

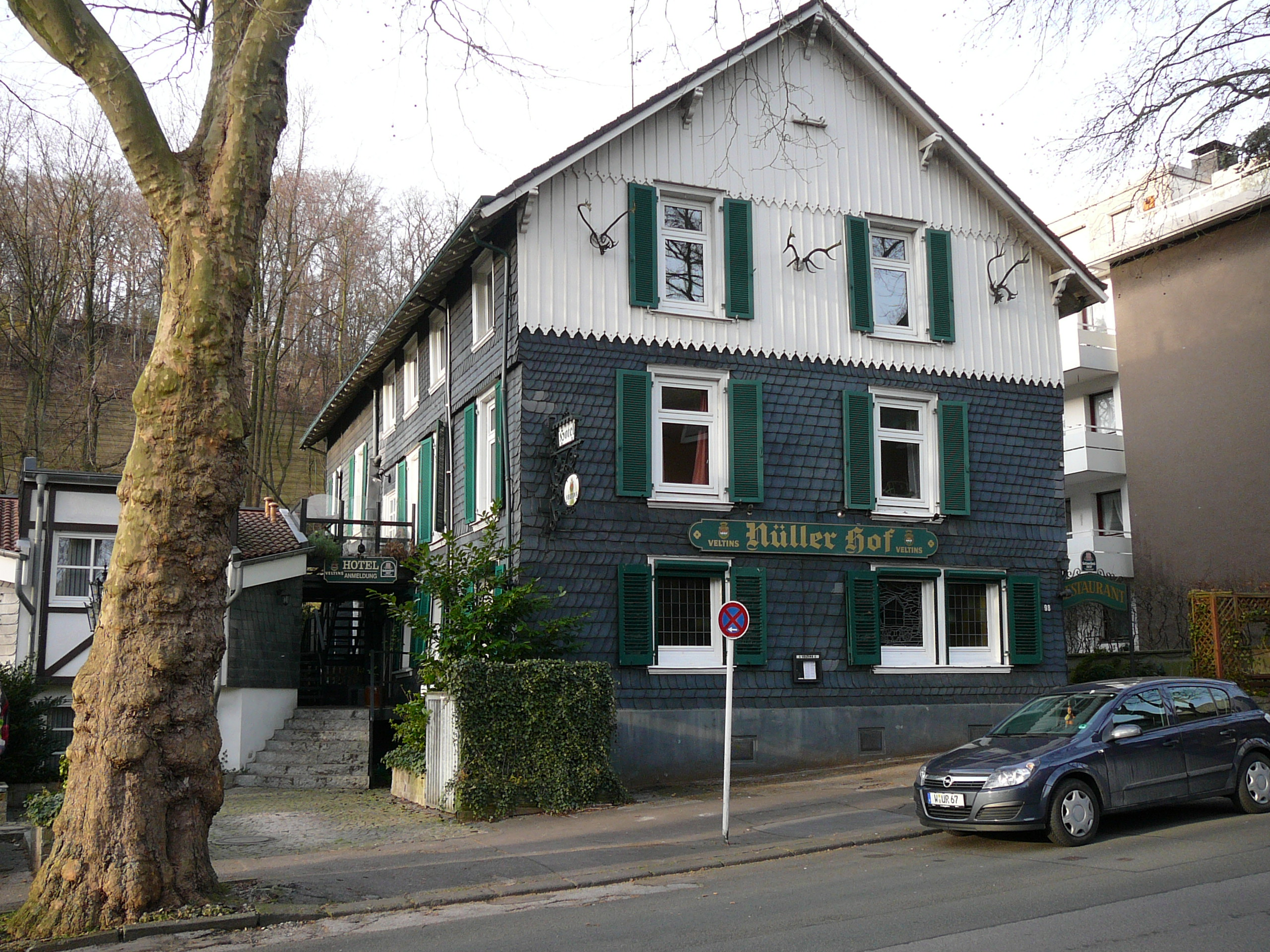
Der Nüller Hof

1832 gehörte Nüll zur Hülsbecker Rotte des ländlichen Außenbezirks des Kirchspiels Elberfeld. Der laut der Statistik und Topographie des Regierungsbezirks Düsseldorf als Ackergut kategorisierte Ort wurde als An der Nüll bezeichnet und besaß zu dieser Zeit zwei Wohnhäuser und drei landwirtschaftliche Gebäude. Zu dieser Zeit lebten acht Einwohner im Ort, alle evangelischen Glaubens.
Der Nüller Hof, der heute als Restaurant mit angeschlossenem Hotel (Hausanschrift Nüller Straße 98) betrieben wird, wird schon Ende des 19. Jahrhunderts als Restaurant erwähnt. Ein Anbau nach Westen, der 1975–1980 errichtet wurde, erweiterte den Hotelbereich.
Die Denkmaleigenschaft wurde von der Unteren Denkmalbehörde geprüft, aber von der Oberen Denkmalbehörde im Oktober 1993 nicht stattgegeben.
Eine Nüller Straße wurde am 18. Juli 1893 benannt, zuvor war sie 1850 und 1883 im Adressbuch unter An der Nüll notiert. Nach dem Adressbuch von 1932 gab es noch eine weitere Straße In der Nüll mit der Lagebeschreibung am Bahnhof Ottenbruch, diese wurde 1935 in die Nüller Straße mit einbezogen.
Bis zum Bau der Bundesautobahn 46 war die Nüller Straße von der Katernberger Straße über die Einmündung Funckstraße, und Überführung über die Bahnstrecke Düsseldorf-Derendorf–Dortmund Süd (genannt Wuppertaler Nordbahn), bis zur Briller Straße durchgängig befahrbar. Nach dem Bau ist die Nüller Straße ab der Funckstraße eine Sackgasse. Die Anschlussstelle Wuppertal-Katernberg der A 46 und die Bahntrasse ließen nicht genug Raum für die Nüller Straße.